# جیلسپی (آریزونا)
جیلسپی (به انگلیسی: Gillespie) یک منطقهٔ مسکونی در ایالات متحده آمریکا است که در آریزونا واقع شده‌است. جیلسپی ۳۱۵ متر بالاتر از سطح دریا واقع شده‌است.